# Plexus iliacus
Der Plexus iliacus ist ein paarig angelegtes Nervengeflecht (Plexus), das die Arteriae illiacae communes umgibt. Es bildet neben dem Plexus hypogastricus superior die kaudale (untere) Fortsetzung des Plexus aorticus abdominalis und entsteht aus diesem an der Aortenbifurkation (Aufteilung der Aorta in die beiden Arteriae iliacae communes).